# 石碓窩摩崖造像
石碓窩摩崖造像位於四川省眉山市東坡區多悅區。造像分布在長25米、寬7米的山岩上，共有4龕，造像700餘尊。第l號龕為千佛龕。文物遺址年代判定為唐代。2007年6月1日公佈為四川省第七批文物保護單位。